# Liwada (Macedonia Północna)
Liwada (mac. Ливада) – wieś w Macedonii Północnej, w regionie Południowo-zachodnim, w gminie Struga. W 2002 roku miejscowość liczyła 1 486 mieszkańców.

## Osoby związane z miejscowością

### Urodzeni
- Aliriza Loga (1947–2000) – północnomacedoński polityk
- Artim Shaqiri (1973) – północnomacedoński piłkarz
- Ziadin Sela (1972) – północnomacedoński polityk